# Sluňáky
Sluňáky jsou přírodní památka na jihovýchodním okraji vesnice Rokle v okrese Chomutov. Důvodem jejího vyhlášení je ochrana křemencových balvanů – sluňáků – s typickým zvětralým povrchem.

## Historie

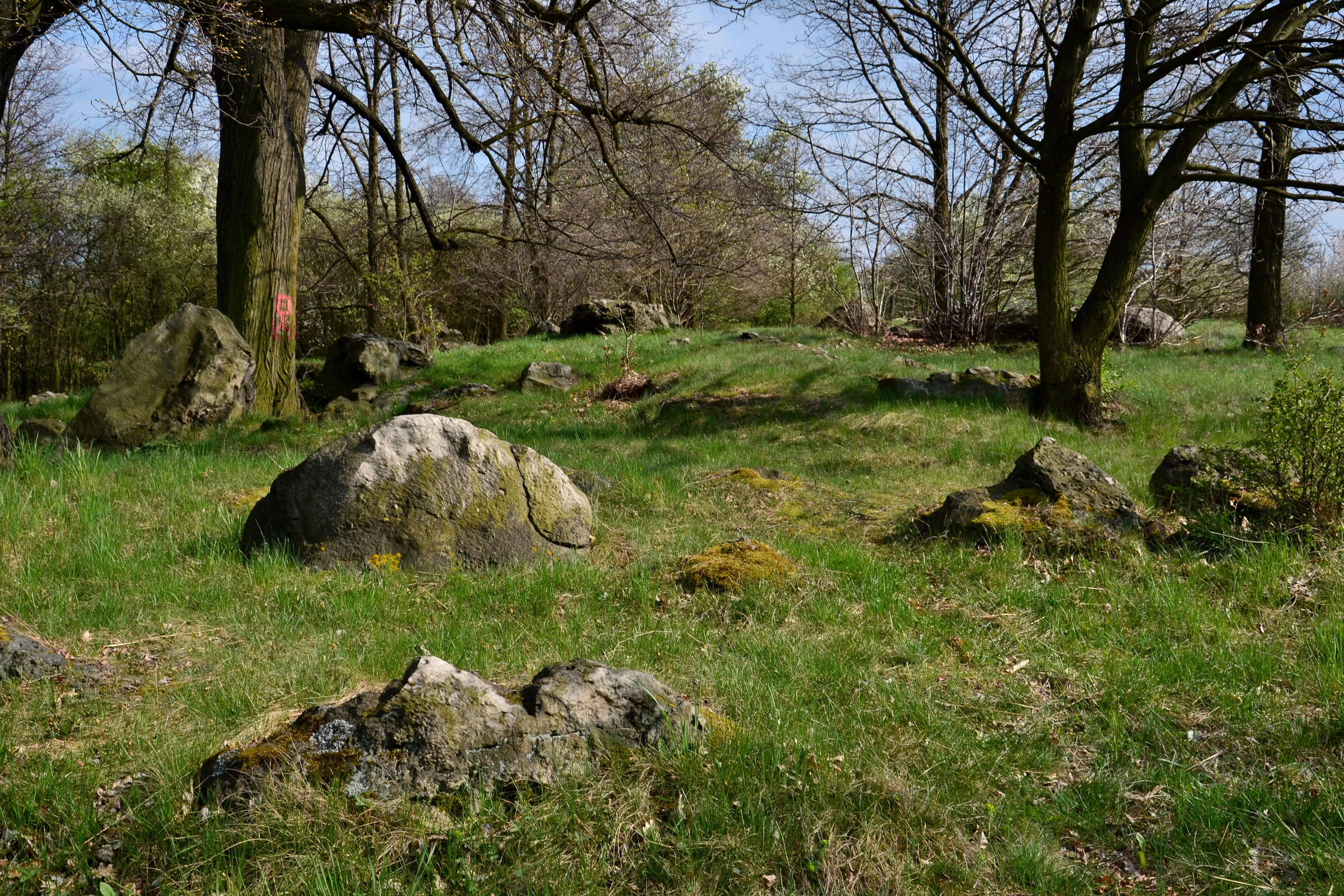

Křemencové balvany se v minulosti vyskytovaly v širším okolí Rokle a používaly se k výrobě dinasu – žáruvzdorného materiálu používaného při stavbě vysokých pecí. Dochované balvany patří k posledním místům jejich výskytu v Česku. Chráněné území bylo poprvé vyhlášeno okresním národním výborem v Chomutově dne 24. srpna 1966 jako chráněný přírodní výtvor. Podruhé je ve stejné kategorii vyhlásil chomutovský okresní národní výbor 27. dubna 1990. Přírodní památka je v Ústředním seznamu ochrany přírody evidována pod číslem 399.

## Předmět ochrany
Důvodem ochrany jsou křemencové balvany s typickým zvětralým povrchem – jeden z posledních výskytů křemenců roztroušených volně na povrchu a mělce pod povrchem. Balvany jsou pozůstatkem původně souvislé vrstvy  třetihorních křemenných pískovců mocné 0,5–2,5 metru, která na počátku paleogénu vznikla v mělkých sníženinách mírně zvlněného reliéfu. Během pozdější fáze paleogénu byly tyto pískovce zpevněny křemitými roztoky, které vzlínaly z podložních hornin a na povrchu se vysrážely. Podle některých hypotéz je možné, že křemencová vrstva vznikla již ve druhohorách. Spojitost výskytu křemenců a blízkých ložisek kaolinu je dávána do souvislosti s výskytem kyselého, sezóně vlhkého a teplého subtropického podnebí. Do stávající polohy se balvany dostaly rozvlečením působením krátkého soliflukčního proudu.

## Přírodní poměry
Lokalita se nachází v severovýchodní části Doupovských hor poblíž jejich hranice s Mosteckou pánví. Její geologické podloží tvoří ruly oherského krystalinika, které jsou v širším okolí překryté  třetihorními vulkanoklastiky bazaltových hornin. Z geomorfologického hlediska Sluňáky leží v okrsku Rohozecká vrchovina charakteristického krajinnou mozaikou strukturních hřbetů, malých tabulových vrchů, vulkanických kup a kuželů.
Území odvodňuje Úhošťanský potok. V rámci Quittovy klasifikace podnebí Sluňáky leží v mírně teplé oblasti MT11, pro kterou jsou typické průměrné teploty −2 až −3 °C v lednu a 17–18 °C v červenci. Roční úhrn srážek dosahuje 550–650 milimetrů. Půdní pokryv tvoří regozemě. Zvířena ani květena na lokalitě není významná a nebyla blíže zkoumána.

## Přístup
Lokalita se nachází přímo na okraji vesnice. Podél západní hranice chráněného území vede silnice II/224, po které je značená cyklotrasa č. 6 z Kadaně do Žatce.